# Hraběnčina vyhlídka
Hraběnčina vyhlídka je malá rozhledna nebo vyhlídka nad údolím Hradečného potoka v katastru vesnice Nejdek, části obce Bělotín v okrese Přerov ve Vítkovské vrchovině v Olomouckém kraji. Vyhlídka se nachází cca 1 km severně od Nejdku. Dle vzpomínek místních občanů, byla tato vyhlídka častým a oblíbeným cílem výletů hraběnky Antonie Althannové (princezna z Hatzfeldtu), majitelky statku v Lipníku nad Bečvou. Na vrcholu se nachází vyhlídkový altán s posezením. Za příznivého počasí se zde nabízí výhled na Moravskou bránu a Hostýnské vrchy.

## Další informace
Hraběnčina vyhlídka je celoročně přístupná z odbočky žluté turistické značky z Nejdku do Radička a Dobešova. Další možná cesta je z vesnice Veselí ze směru od Oder.
Místo je vhodné také pro rodiny s dětmi.
Vyhlídka byla postavena dle projektu obce Bělotín ve spolupráci s Lesy České republiky v květnu roku 2017.

## Galerie

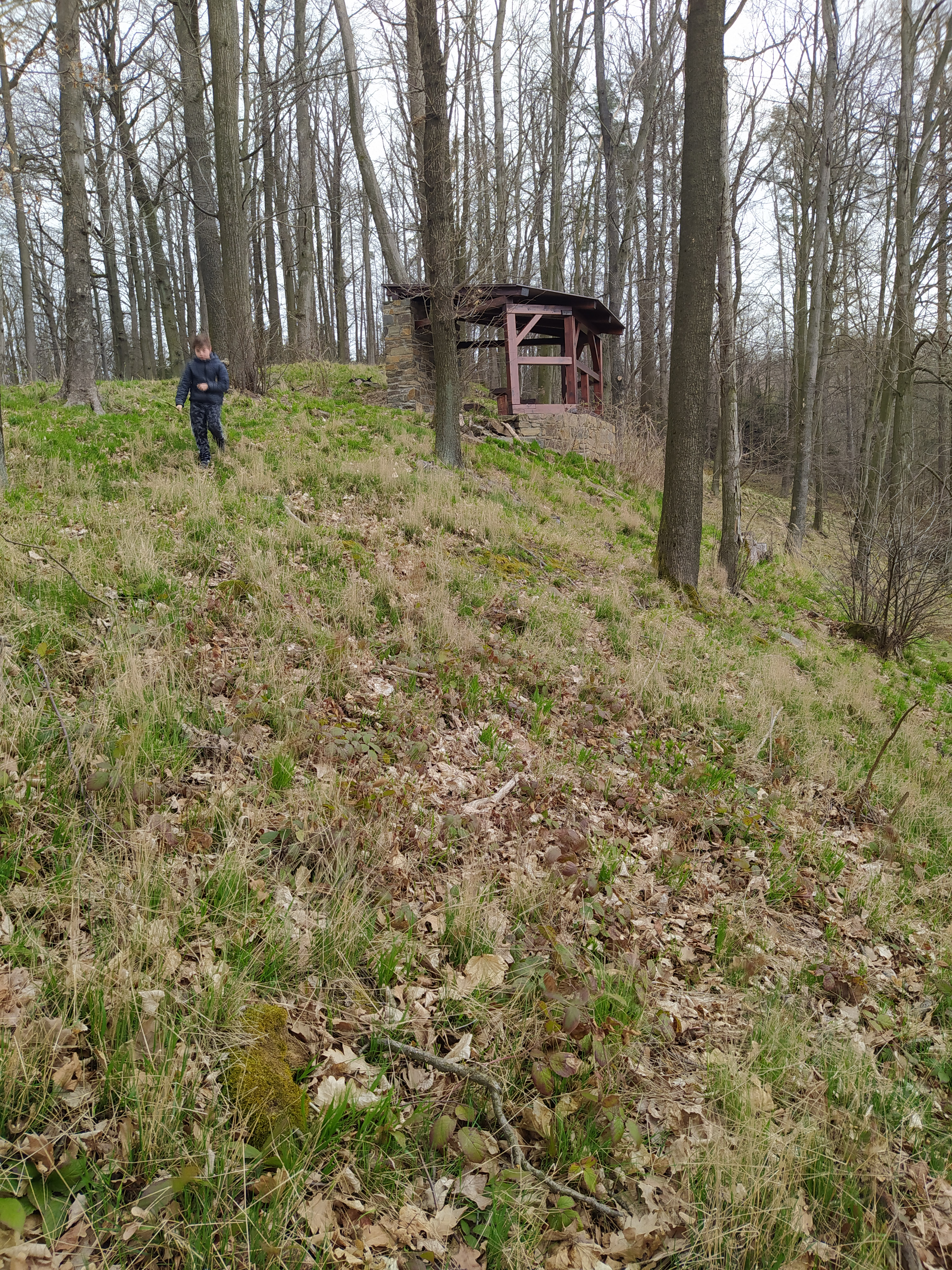
Hraběnčina vyhlídka
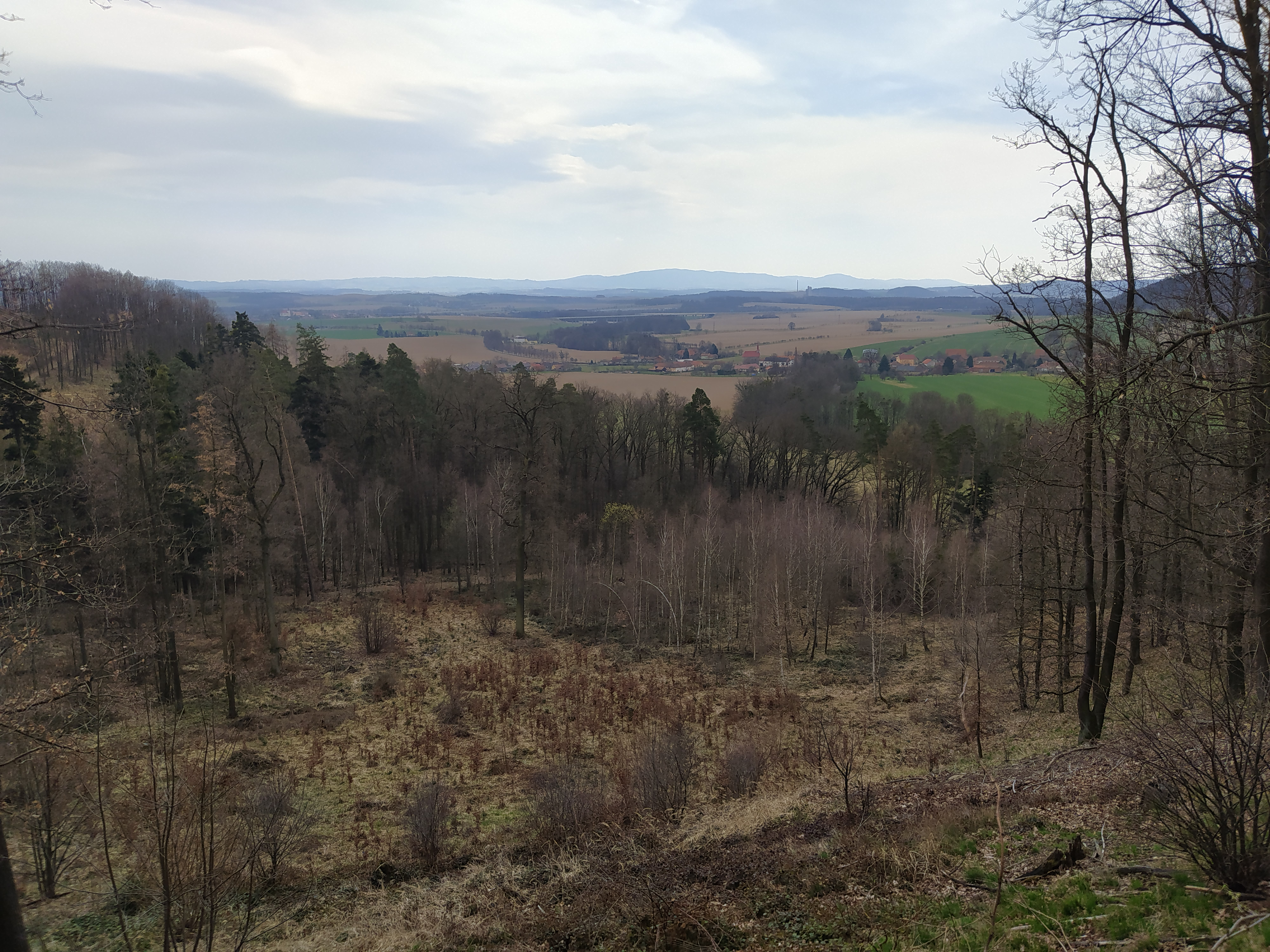
Výhled z Hraběnčiny vyhlídky